# Robert Boothby

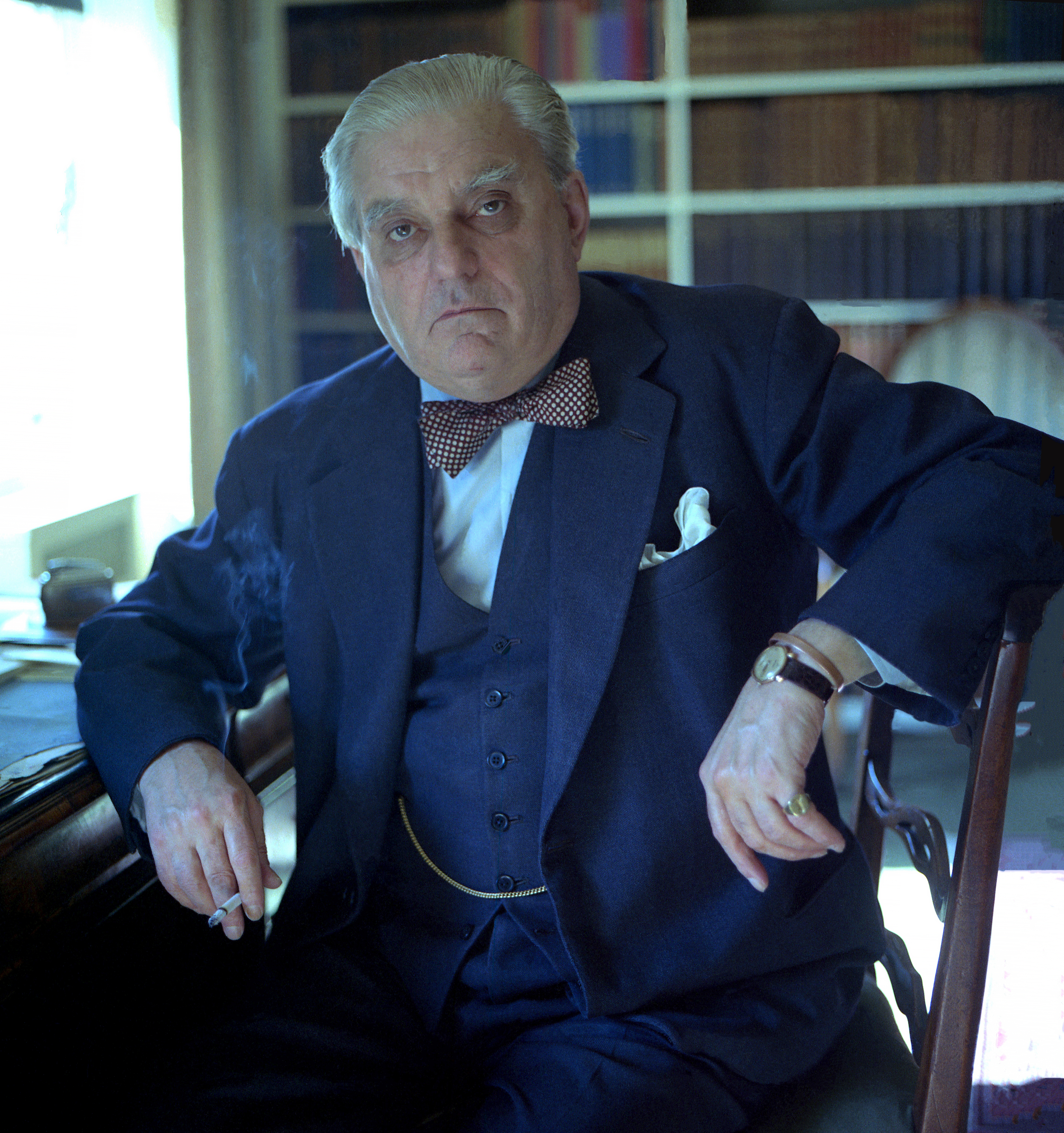
Robert Boothby w 1975

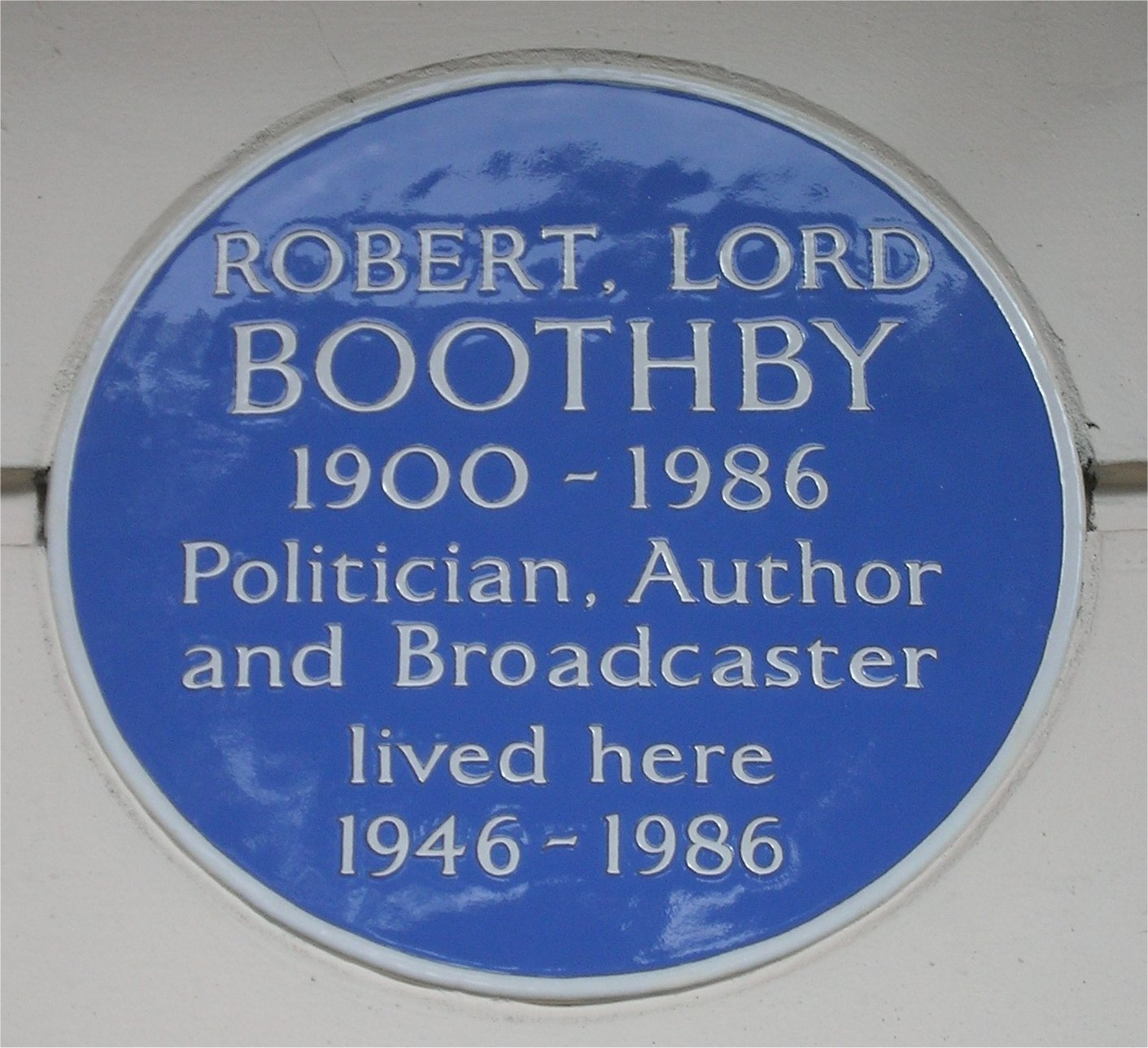
Tablica pamiątkowa na budynku gdzie mieszkał w Londynie

Robert John Graham Boothby (12 lutego 1900 - 16 lipca 1986), brytyjski polityk, jedyny syn sir Roberta Boothby'ego (kawalera Orderu Imperium Brytyjskiego) i Mabel Lancaster, córki Henry'ego Lancastera. Wykształcenie odebrał w Eton College i Magdalen College w Oksfordzie. Później został maklerem giełdowym.

## Kariera polityczna
W życiu politycznym związał się z Partią Konserwatywną. Pierwszą próbę dostania się do Izby Gmin podjął w 1923 r. startując w wyborach w okręgu Orkney and Shetland. Ta próba zakończyła się niepowodzeniem, ale Boothby spróbował raz jeszcze, w 1924 r. w okręgu East Aberdeenshire, tym razem odnosząc sukces. W Parlamencie zasiadał do 1958 r. W tym czasie był parlamentarnym prywatnym sekretarzem Winstona Churchilla, kiedy ten pełnił funkcję Kanclerza Skarbu. Był również parlamentarnym sekretarzem ministra żywności w latach 1940–1941. Podczas II wojny światowej wstąpił do ochotniczej rezerwy RAF-u, uzyskując stopień porucznika lotnictwa.
Boothby należał do zwolenników integracji Wielkiej Brytanii z EWG. W latach 1949–1957 był delegatem Zjednoczonego Królestwa w Radzie Europy. Był również popularnym komentatorem bieżących wydarzeń politycznych w radiu i telewizji.
Był wiceprzewodniczącym Komitetu Spraw Ekonomicznych w latach 1952–1956, honorowym przewodniczącym Szkockiej Izby Rolnictwa w 1934 r., rektorem Uniwersytetu w St Andrews w latach 1958–1961, przewodniczącym Royal Philharmonic Orchestra w latach 1961–1963 oraz przewodniczącym Stowarzyszenia Angielsko-Izraelskiego w latach 1962–1975. W 1959 r. został honorowym Doktorem Prawa Uniwersytetu w St Andrews. W 1950 r. został odznaczony Legią Honorową IV klasy, zaś w 1953 r. został kawalerem Orderu Imperium Brytyjskiego.
22 sierpnia 1958 r. został mianowany baronem Boothby of Buchan i zasiadł w Izbie Lordów. Tytuł przestał istnieć wraz z jego śmiercią.

## Życie prywatne
Boothby był dwukrotnie żonaty. Po raz pierwszy ożenił się 21 marca 1935 r. z Dianą Cavendish (15 września 1909 - ?), córką Richarda Fredericka Cavendisha i lady Moyry Beauclerk, córki 10. księcia St Albans. Małżeństwo to nie doczekało się potomstwa i zakończyło się rozwodem w 1937 r.
Po raz drugi na ślubnym kobiercu Boothby stanął 30 sierpnia 1967 r. Jego żoną została Wanda Sanna, córka Josepha Sanny. Również i to małżeństwo pozostało bezdzietne.
Boothby był też znany ze swojego romansu z lady Dorothy Cavendish, żoną polityka i premiera Zjednoczonego Królestwa Harolda Macmillana. Najmłodsze dziecko lady Cavendish, Sarah Macmillan (1930–1970), była córką właśnie Boothby'ego. Kuzyn lorda, sir Ludovic Kennedy, uważał, że oprócz Sary Macmillan, Boothby był ojcem jeszcze dwóch nieślubnych dzieci. Boothby był również biseksualistą i zawarł wiele homoseksualnych związków podczas swojej nauki w Eton.

## Publikacje
- The New Economy, 1943 r.
- I Fight to Live, 1947 r.
- My Yesterday, Your Tomorrow, 1962 r.
- Boothby:recollections of a rebel, 1978 r.